# Décès en octobre 1937
Décès
- 1933
- 1934
- 1935
- 1936
- 1937
- 1938
- 1939
- 1940
- 1941

Pour une information complémentaire, voir la page d'aide.

| Date       | Nom            | Pays                | Activités        | Âge | Source |
| ---------- | -------------- | ------------------- | ---------------- | --- | ------ |
| 15 octobre | Renato Paresce | Drapeau de l'Italie | Peintre italien. | 51  |        |